# Vaška (rijeka)
Vaška (rus. Вашка) je rijeka u Udorskom rajonu Republike Komi i Lešukonskom i Mezenskom rajonu Arhangelske oblasti u Rusiji. To je lijevi i najveći pritok Mezena. Duga je 605 km, s površinom porječja od 21000 km2. Glavni pritoci Vaške su Mitka (lijevi), Loptjuga (desni), Jortom (lijevi), Jevva (desni), Sodzim (desni), Pučkoma (lijevi), Zirijanska Ježuga (lijevi) i Čulas (desni).
Izvor Vaške nalazi se na jugozapadu Udorskog tajona, blizu granice s Arhangelskom oblašću. Rijeka teče u općem smjeru sjeverozapad. U gornjem toku, Vaška teče kroz brdoviti krajolik, a u donjem toku meandrira ostavljajući za sobom veliki broj jezera. Gradsko naselje Blagojevo nalazi se na rijeci Venju, nekoliko kilometara istočno od Vaške, a selo Lešukonskoje, administrativno središte Lešukonskog rajona, nalazi se na lijevoj obali rijeke, uzvodno od ušća u Mezen.
Vaška se zaledi krajem listopada i ostaje zaleđena do početka svibnja. Rijeka se koristila za splavarenje drva do 1990-ih.
Vaška je plovna nizvodno od sela Keba, što je gotovo cijeli tok rijeke unutar Lešukonskog rajona.

## Povijest
Područje su naseljavali Finski narodi, a zatim ga je kolonizirala Novgorodska Republika. Do 13. stoljeća, novgorodski trgovci već su stigli do Bijelog mora. Vašku su novgorodski trgovci koristili kao trgovačku rutu do sliva Pečore, koja je bila privlačna zbog krzna. Iz Sjeverne Dvine išli su uzvodno Pukšengom, zatim se preselili do Pokšenge i nizvodno do Pinege. Iz Pinege su koristili Jožugu, Zirijansku Vašku i Vašku kako bi stigli do Mezena, a potom Pjozu i Ciljmu kako bi stigli do Pečore.
Nakon pada Novgoroda, područje je postalo dio Velike Moskovske Kneževine. Srednji tok Mezena, uključujući donji tok Vaške, bio je mjesto gdje su se ruska i Komi kultura najviše miješale. U donjem toku Mezena, danas u Mezenskom rajonu, dominirali su Rusi, dok su u gornjem toku, danas u Udorskom rajonu, dominirali Komi.

## Vanjske poveznice
|  | Zajednički poslužitelj ima još gradiva o temi Vaška (rijeka) |